# Gouvernement al-Kazimi
République d'Irak
Abdel-Mehdi al-Soudani
Le gouvernement al-Kazimi est le gouvernement de la République d'Irak depuis le 7 mai 2020. Il est dirigé par l'indépendant Moustafa al-Kazimi.

## Historique
Il est soutenu au Conseil des représentants par les partis En marche, Victory, Al-Wataniya (en), Wisdom (en), Muttahidoon (en) et des députés issus de minorités.

## Composition
| Portefeuille                                              | Ministre                  | Parti       |
| --------------------------------------------------------- | ------------------------- | ----------- |
| Premier ministre                                          | Moustafa al-Kazimi        | Indépendant |
| Ministre de l'Intérieur                                   | Othman al-Ghanmi          | Indépendant |
| Ministre des Finances                                     | Ali Allaoui               | Indépendant |
| Ministre des Affaires étrangères                          | Fouad Hussein             | Indépendant |
| Ministre de la Défense                                    | Juma Inad                 | Indépendant |
| Ministre du Pétrole                                       | Ihsan Abdul Jabbar Ismail | Indépendant |
| Ministre de l'Agriculture                                 | Mohamed Karim Alkhafaji   | Indépendant |
| Ministre des Communications                               | Arkan Chahab              | Indépendant |
| Ministre de la Culture                                    | Hassan Nazim              | Indépendant |
| Ministre du Logement et de la Reconstruction              | Nazanine Mohammed         | Indépendant |
| Ministre de l'Électricité                                 | Majid Mahdi Hantouch      | Indépendant |
| Ministre de l'Éducation                                   | Ali Hamid                 | Indépendant |
| Ministre de la Santé                                      | Mohamed Hassam            | Indépendant |
| Ministre de l'Enseignement supérieur et de la Technologie | Nabil Abdulsahib          | Indépendant |
| Ministre de l'Industrie et des Minéraux                   | Manhal Aziz               | Indépendant |
| Ministre du Travail et des Affaires sociales              | Adil Haschouch            | Indépendant |
| Ministre de l'Immigration                                 | Evan Faeq Yakoob          | Indépendant |
| Ministre du Plan                                          | Khalid Najim              | Indépendant |
| Ministre du Commerce                                      | Alla Ahmed Hassan         | Indépendant |
| Ministre des Transports                                   | Nasir Hussein             | Indépendant |
| Ministre des Ressources en eau                            | Mahdi Rachid              | Indépendant |
| Ministre de la Jeunesse et des Sports                     | Adnan Dirjal              | Indépendant |